# Mönchaltorf
Mönchaltorf (toponimo tedesco) è un comune svizzero di 3 701 abitanti del Canton Zurigo, nel distretto di Uster.

## Geografia fisica
Il territorio di Mönchaltorf comprende una parte del Lago di Greifen.

## Monumenti e luoghi d'interesse

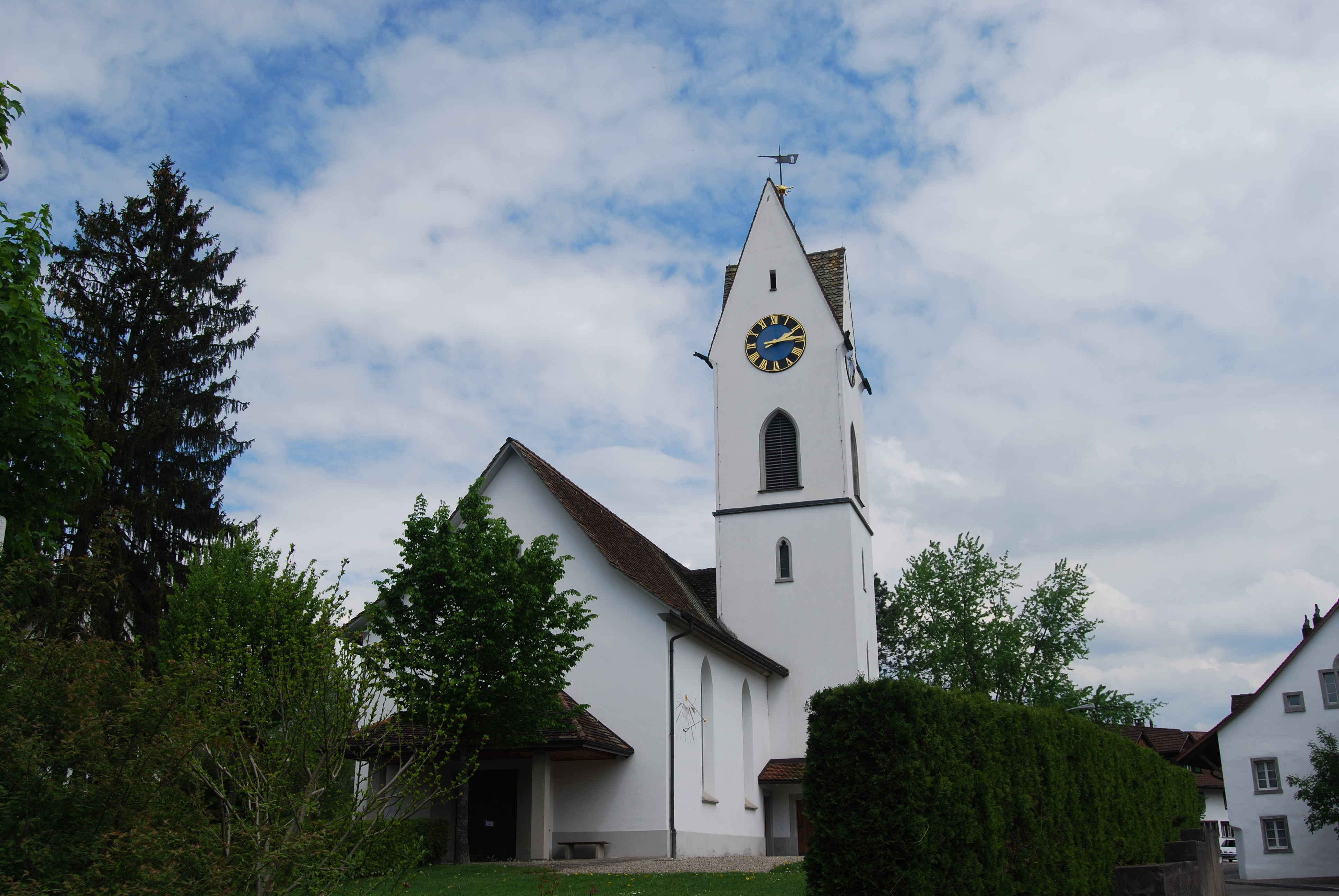
La chiesa riformata

- Chiesa riformata (già dei Santi Gallo e Otmaro), attestata dal 902 e ricostruita nel 1100 e nel 1520-1522[1].

## Società

### Evoluzione demografica
L'evoluzione demografica è riportata nella seguente tabella:
Abitanti censiti

## Amministrazione
Ogni famiglia originaria del luogo fa parte del cosiddetto comune patriziale e ha la responsabilità della manutenzione di ogni bene ricadente all'interno dei confini del comune.